# كأس نيوزيلندا 1946
كأس نيوزيلندا 1946 (بالإنجليزية: 1946 Chatham Cup) هو موسم من كأس نيوزيلندا. فاز فيه Wellington Marist ‏.